# Assedio di Miki
La battaglia di Miki (三木合戦?, Miki gassen), o assedio di Miki, avvenne tra il 1578 e il 1580 tra il clan Bessho e quello Oda dopo che Bessho Nagaharu si ribellò a Oda Nobunaga.

## Situazione nella provincia di Harima
Gli Shugo (governatori) della provincia di Harima erano originariamente i componenti del clan Akamatsu, dei quali i clan Bessho e Kodera agivano come Shugodai (deputati al governo della provincia dagli Shugo). Il clan Akamatsu era uno dei più potenti Shugo dello shogunato Ashikaga avendo, all'apice della loro influenza, il controllo di quattro provincie. Tuttavia gli Akamatsu persero velocemente il loro potere durante l'inizio del periodo Sengoku e i clan che prima erano loro servitori iniziavano a rendersi sempre più indipendenti.
Quando Hashiba Hideyoshi invase la provincia su ordine di Oda Nobunaga alla fine del 1576, Akamatsu Norifusa decise semplicemente di sottomettersi al clan Oda assieme ai clan Bessho e Kodera.

## Ribellione Bessho
Avendo apparentemente conquistato tutta la provincia di Harima senza spargimento di sangue, Hideyoshi spostò la sua base operativa a Himeji, l'ex castello residenziale della famiglia Akamatsu, e iniziò a prepararsi per scontrarsi contro il clan Mōri. Tuttavia, durante questo periodo, si racconta che lo zio di Bessho Nagaharu, Yoshichika, si sentisse insultato per la sottomissione a Hideyoshi, che era nato come cittadino comune. Riuscì quindi a convincere il nipote a ribellarsi e instaurò un'alleanza segreta con il clan Mōri. Poco dopo la sua ribellione, il clan Kodera si unì a loro.
Una volta che fu sparato il primo colpo, Hideyoshi si trovò improvvisamente in una posizione pericolosa, intrappolato tra il potente clan Mōri davanti a lui e i clan ribelli dietro. Decise quindi di porre sotto assedio il castello di Miki, roccaforte della famiglia Bessho, sperando di distruggere la fonte della ribellione.

## L'assedio
Hideyoshi rimase circondato tra l'esercito dei Mōri, che attaccò il castello di Kōzuki, da un lato e il clan Bessho dall'altro, e si trovò in una situazione pericolosa. Abbandonò il castello di Kōzuki e si diede come priorità l'attacco al castello di Miki. Costruì quindi posizioni di vedetta e lunghe recinzioni attorno al castello e cercò di impedire qualsiasi rifornimento, ma a peggiorare la situazione, nell'ottobre 1578, fu Araki Murashige, generale di supporto di Hideyoshi, il quale si rivoltò a sua volta dal suo castello di Itami.
Hideyoshi si trovò quindi circondato da molti nemici e in una situazione pericolosa, ma sostenuto da altri generali dell'esercito Oda, riuscì a mantenere a lungo l'assedio al castello di Miki. Sebbene perse Takenaka Shigeharu di malattia durante questo assedio, Hideyoshi gradualmente aumentò la pressione sul castello e chiuse totalmente le linee di rifornimento. A questo punto il clan Mōri faticò a far arrivare rifornimenti al castello di Miki, e dopo la severa sconfitta della marina dei Mōri nella battaglia navale del fiume Kizugawa nel novembre 1578, tutti i rifornimenti vennero chiusi.
Mōri e Bessho attaccarono Hideyoshi per aprire una linea di rifornimento, ma furono sconfitti e Bessho Harusada, il fratello minore di Nagaharu, fu ucciso. Nell'ottobre del 1579 il clan Ukita della provincia di Bizen si schierò con Hideyoshi. Ora non esistevano più possibilità di supporto da parte dei Mōri, e in quello stesso anno sia il clan Hatano che il clan Araki furono sconfitti da Nobunaga.
Nel gennaio del 1580, essendo completamente affamato dopo più di due anni di assedio, Nagaharu decise di aprire il castello sotto la condizione del suo suicidio e della salvezza per la sua gente. Nagaharu uccise la sua famiglia e se stesso e nel poema d'addio affermò che "Ora non ho alcun rancore nel morire per salvare la mia gente".
Suo zio Bessho Yoshichika, istigatore di questa ribellione, fu ucciso dai suoi stessi soldati.